# 刈羽村立刈羽中学校
刈羽村立刈羽中学校（かりわそんりつかりわちゅうがっこう、英称：Kariwasonritsu Kariwa Junior High School）は新潟県刈羽郡刈羽村にある村立中学校である。

## 概要
本校は刈羽村の中心部に所在する村で唯一の中学校で、校舎の近くには柏崎刈羽原子力発電所や刈羽駅などがある。
校舎の中には「希望の像」と呼ばれる銅像があるが、これは1985年に現在の校舎が竣工した際に建立されたものである。

## 沿革
（一部中略）
- 1947年5月 - 刈羽村刈羽国民学校の宿舎に併設して開校・開学する。
- 1949年3月 - 本校舎が増築の上で落成する。
- 1949年11月 - 校歌が制定される。
- 1957年3月 - 創立10周年記念式典を挙行する。これに併せて校旗を樹立する。
- 1963年7月 - 読書指導者賞を受賞する。
- 1966年6月 - 創立20周年記念式典を挙行する。
- 1977年11月 - 創立30周年記念式典を挙行する。
- 1981年6月 - 郡市陸上競技大会において男子総合優勝を果たす。
- 1985年1月 - 現在の校舎の開校式を挙行する。これに併せて「希望の像」の除幕式も挙行される。
- 1997年11月 - 創立50周年記念式典を挙行する。
- 2003年7月～8月 - 校舎内の改良工事が実施される。空調機器の設置が行われたほか、男女化粧室のトイレを洋式に改良する工事が実施される。
- 2008年4月～7月 - 老朽化に伴い校舎の外壁塗装工事を実施する。
- 2009年8月 - 夏季休業に併せて校舎の大規模な改修工事を実施する。体育館屋根・多目的室・音楽室・校舎廊下を対象に実施。
- 2010年7月 - 多目的室に視聴覚設備を、音楽室・レッスン室に空調機器の設置を行う。また、体育館天井・屋外駐輪場の改修工事を実施する。
- 2012年10月 - ICT室を新設する。
- 2013年1月 - 図書室を拡張する。
- 2017年9月 - 創立70周年記念式典を挙行し、記念講演会を併せて実施する。

## 交通・アクセス方法
- JR東日本（越後線）刈羽駅より約600m（徒歩：約8分）